# Anni de Campània
Anni (en llatí Annius) va ser un polític nascut a Campània. Després de la batalla de Cannes l'any 216 aC va ser enviat pels campanis com a ambaixador a Roma, i va demanar que un dels cònsols romans fos en endavant un Habitant de la seva regió, petició que no va ser atesa.